# Доброчаева, Дарья Никитична
Да́рья Ники́тична Доброча́ева (девичья фамилия Ковальчук или Кравчук; 30 марта 1916 года, село Хижники Староконстантиновского района Хмельницкой области — 1 декабря 1995 года, Киев) — советский ботаник, лауреат Государственной премии УССР в области науки и техники, Заслуженный деятель науки и техники УССР, доктор биологических наук.

## Биография
Родилась 30 марта 1916 г. в с. Хижники Староконстантиновского района.
После окончания школы и педагогических курсов, некоторое время работала учителем. Потом училась в Северокавказском ветеринарно-зоотехническом институте г. Новочеркасска, и на биологическом факультете Ростовского государственного университета.
В 1933 г. Дарья Никитична переводится в Харьковский государственный университет, где по окончании учёбы начинает работать под руководством профессора Ю. Д. Клеопова.
С 1938 г. занимает должность ассистента отдела геоботаники Института ботаники АН УССР в г. Киеве, а вскоре поступает в аспирантуру отдела высших растений и углубляется в критико-систематическое изучение рода Centaurea L. флоры Украины.
Научные исследования прерывает Великая Отечественная война. После гибели мужа Павла Григорьевича Доброчаева, лётчика-инженера, Дарья Никитична уходит на фронт, где служит в составе 215-й авиационной дивизии.
После Великой Отечественной войны Д. Н. Доброчаева вернулась в Киев, чтобы продолжить учёбу в аспирантуре и заниматься научными исследованиями под руководством профессора Н. В. Клокова. В декабре 1946 г. она защищает кандидатскую диссертацию «Систематический и историко-географический очерк рода Centaurea L. s.l. во флоре УССР», где в частности описала 5 новых для науки видов васильков — Centaurea nigriceps Dobrocz., Centaurea alutacea Dobrocz., Centaurea ternopoliensis Dobrocz., Centaurea pseudocoriacea Dobrocz., Centaurea pseudomaculosa Dobrocz.
В отделе систематики и флористики сосудистых растений Д. М. Доброчаева проработала почти 20 лет рядом с такими учеными, как Н. В. Клоков, А. Д. Висюлина, Е. И. Бордзиловский, А. И. Барбарич и другими.
В 1966 г. она назначена заведующей Ботанического музея Института ботаники АН УССР, который был составной частью экспедиционно-территориального комплекса Центрального научно-природоведческого музея АН УССР. Совместно со своими коллегами-учёными — доктором биологических наук Б. В. Заверухой, кандидатами биологических наук Л. М. Сипайловой и Л. С. Пановой начала формирование музея — разрабатывала научные основы фитобиологических экспозиций, эскизные проекты витрин, биогрупп, диорам, составляла тестовые характеристики растительного мира отдельных ботанико-географических и флористических регионов, создавала схемы распределения растительности, хорологические карты, делала объёмные натурные экспонаты и т. п. В течение 1975—1982 годов издавался и переиздавался «Путеводитель по экспозиции Ботанического музея», написанный Д. М. Доброчаевой, Б. В. Заверухой и Л. М. Сипайловой. По материалам экспозиций авторы подготовили также два издания научно-популярной книги «В царстве флоры» (1978, 1982).
В последний год жизни тяжело болела, была прикована к постели. Умерла 1 декабря 1995 года. Похоронена вместе с семьей на Байковом кладбище.

## Научная деятельность
В науке её интересовали систематика, флористика, сорная растительность, охрана природы, музееведение, история науки. Свои научные исследования она начала с изучения систематики рода Centaurea L. (василёк) под руководством профессора Е. И. Бордзиловского, а впоследствии профессора Н. В. Клокова. Дарья Никитична Доброчаева описала более 30 новых таксонов, в том числе 21 новый для науки вид сосудистых растений. Дарья Никитична — автор и соавтор 193 публикаций, среди которых — 19 монографий, 80 научных и научно-популярных статей и других изданий. Вместе с другими сотрудниками Института ботаники АН УССР она участвовала в работе над написанием очередных томов «Флоры УССР», для которых обработала 513 видов растений. За эту фундаментальную работу Дарья Никитична вместе с другими учеными была удостоена Государственной премии УССР в области науки и техники. Параллельно вместе с коллегами участвовала в создании «Определителя растений УССР» (1950), который был отмечен Государственной премией СССР. Для этого издания Д. М. Доброчаева обработала целый ряд таксонов — Serratula L., Crupina Cass., Rhaponticum DC., Chartolepis Cass., Acroptilon Cass., Phaeopappus Boiss., а также монографически род Centaurea L. Также критически проработала множество таксонов ряда других флористических изданий — «Флора Крыма» (1969), «Определитель растений Украинских Карпат» (1977), «Флора европейской части СССР» (1981), «Жизнь растений» (1981), «Хорология флоры Украины» (1986), «Определитель высших растений Украины» (1987), «Красная книга Украины» (1996).
Опубликовала ряд интересных и важных для науки критико-аналитических работ, касающихся биоразнообразия родов Anthemis L. (1952), Spiraea L. (1954), Trapa L. (1955), Symphytum L. (1967, 1968) и других.
Наиболее весомым исследованием Дарьи Никитичны было флорологическая и критико-систематическая обработка большого разнообразия бурачниковых на просторах СССР. Результаты этого огромного обобщающего исследования были обобщены в её докторской диссертации — «Бурачникоцветные (Boraginales Hutch.) европейской части СССР», которую Д. Н. Доброчаева защитила в 1978 г. В ней приведены 143 вида бурачниковых вместо известных ранее 110, описано 6 новых для науки видов растений — Onosma volgense Dobroch., Onosma guberlinense Dobroch. et V. M. Vinogr., Onosma macrochaetum Klokov et Dobroch., Echium popovii Dobroch., Symphytum popovii Dobroch., Myosotis popovii Dobroch.
Из экспедиций по Украине и миру, из частных поездок она привозила многочисленные гербарные материалы и передала в Институт ботаники свыше 30 тыс. гербарных листов. Управляя длительное время обменным фондом гербария, значительно расширила связи с ботаническими учреждениями многих стран Европы, Азии и Америки, активизировала работу по пополнению коллекции мировой флоры.
Много усилий приложила Д. Н. Доброчаева к изучению научного наследия, биографий, эпистолярия отчасти забытых ботаников — таких, как Н. Т. Гаморак, Ю. Д. Клеопов, А. А. Яната, Н. Т. Осадчая-Яната и других. Она популяризировала их исследования, писала о них статьи, издавала книги, в частности, про одного из первых президентов ВУАН академика В. И. Липского (в соавторстве с журналистом Г. П. Мокрицким). Благодаря её деятельному участию увидели свет двухтомник работ её учителей М. Г. Попова (1983), монография Ю. Д. Клеопова (1990). Готовились к печати материалы научного наследия Н. В. Клокова и Н. Т. Осадчей-Янати.

## Награды
Трудовая, научная и организаторская деятельность Д. Н. Доброчаевой отмечены государственными наградами — Грамотой Президиума Верховного Совета Украинской ССР, медалями. С 1982 г. она — Заслуженный деятель науки и техники УССР.

## Память
Ботаническая экспозиция Национального научно-природоведческого музея, организатором создания которой была Д. Н. Доброчаева, ныне носит её имя — Ботанический музей имени Д. Н. Доброчаевой.